# Evere
Evere (franskt uttal: [eˈvɛːʁ], nederländskt uttal: [ˈeːvərə] lyssna (fil)) är en av de 19 kommunerna i huvudstadsregionen Bryssel i Belgien. Evere ligger i regionens östra del och har cirka 42 656 invånare (2020).
NATO:s högkvarter ligger i Evere (samt i Haren i grannkommunen Bryssel).